# Portulaca kuriensis
Portulaca kuriensis je vrsta cvjetnice iz porodice portulaka, Portulacaceae, koja je endemična za Jemen. Njegova prirodna staništa su suptropska ili tropska suha grmlja i kamenita područja.